# 日本やくざ伝 総長への道
『日本やくざ伝 総長への道』（にっぽんやくざでん そうちょうへのみち）は、1971年3月6日に公開された日本映画。監督：マキノ雅弘、製作：東映京都撮影所、主演：高倉健。藤原審爾の小説『総長への道』を原作とする、昭和初期の博徒組織の内部抗争を描いた作品。
高倉主演の新シリーズ「日本やくざ伝シリーズ」の1作目として企画されたが、東映ヤクザ路線が力を失いつつある時期に製作された事情もあり、本作以降の続編は製作されなかった。
封切り時（1971年3月9日以降）の同時上映作品は「ずべ公番長シリーズ」第4作『ずべ公番長 はまぐれ数え唄』（監督：山口和彦、主演：大信田礼子）。

## ストーリー
上州高崎の博徒「前田一家」仔分の大松（だいまつ）はある日、想いを寄せるお若が経営する居酒屋で、暴れる流れ者をはずみで殺してしまう。駆け付けた警官隊に逮捕された大松は、出所後のお若との結婚を一方的に約束し、さらに前田一家本家の代貸・竜太郎にお若の身辺警護を託して服役する。前田一家の次期総長を狙う幹部の大宮は、竜太郎の失脚を狙い、子飼いの壺振り師・十郎にお若を誘惑させ、2人を駆け落ちさせる。お若が消えたことを知った竜太郎は、十郎の故郷・浜松に飛び、2人を発見するが、彼を賭場荒らしと勘違いした地元の博徒・河合組に捕らわれたため、目前で2人を逃がしてしまう。竜太郎は河合組貸元・河合に仁義を切り、誤解を解く。また、地元の造り酒屋を勘当された青年・信次郎につきまとわれるようになる。
高崎に戻れなくなった竜太郎は、大宮の命により、兄弟分の兼蔵のいる「南善一家」を頼って大阪に身を寄せ、同じく大阪を拠点とする「どぶ辰一家」と南善一家の縄張り争いの調停に従事する。これは大宮が、自身と通じたどぶ辰一家に竜太郎を暗殺させるための計略だった。信次郎や南善一家の機転で暗殺計画は未然に防がれる。また、竜太郎は河合と再会する。河合はどぶ辰一家の仔分であり、竜太郎同様、縄張り争いの調停のために大阪に来ていた。竜太郎と河合の話し合いで、争いは一応の調停をみる。一方、竜太郎に「ヤクザにだけはなるな」と諭された信次郎はどこかへ去る。
やがて竜太郎は京都の置屋で遊女に身を落としたお若を発見する。お若は大松が逮捕される前から肺結核を患っており、余命いくばくもなかった。竜太郎はお若を身請して大阪の病院に入院させ、さらに十郎に大金をやって満洲に逃亡させる。出所した大松は、お若の近況を知って病院に急行する。竜太郎は十郎のことを明かさなかったため、お若が竜太郎と駆け落ちをしたと勘違いした大松は怒り狂う。お若は十郎のことを正直に話して大松の誤解を解き、さらに竜太郎に惚れていることを明かして「竜太郎さんは指一本触れてくれなかった」とつぶやき、息絶える。
どぶ辰一家の親分・辰五郎は権力奪取をあきらめきれず、大宮と組んで南善一家の親分・南善らを殺害。南善の客分となっていた竜太郎は、敵討ちのために単身どぶ辰の事務所に踏み込む。そこで竜太郎は、河合と刃を交えざるを得なくなり、河合は絶命する。そこへ、お若の遺髪を懐に入れた大松が駆け付け、竜太郎とともに辰五郎・大宮らを倒す。

## 出演
- 不動竜太郎（前田一家代貸）：高倉健
- 大松虎吉（前田一家仔分・大松組貸元）：若山富三郎
- 和泉信次郎（造り酒屋の若旦那）：松方弘樹
- 獅子の兼蔵（前田一家仔分・南善一家客分）：大木実
- お才（南善の妻）：木暮実千代
- お若（居酒屋「若水」の女将）：野川由美子

- 武州の熊吉（大松組仔分）：玉川良一
- 蜘蛛の十郎（いかさま師）：林彰太郎[3]
- 福田勇（南善一家仔分）：高宮敬二
- 菊池政五郎（どぶ辰一家仔分）：諸角啓二郎
- 秋江（十郎の妹）：北川美佳
- 疾風の三郎（どぶ辰一家仔分）：八名信夫[4]
- 安達弘造（南善一家代貸）：丘路千
- 中津千五郎（河合組仔分）：唐沢民賢
- 流れ者：有川正治、阿波地大輔
- 荒磯の義助（河合組仔分）：大前均
- 和達の助五郎（前田一家仔分）：川浪公次郎
- 田宮満州夫（どぶ辰一家代貸）：楠本健二
- 伊之助（漁師）：高並功
- 鉄平（流れ者）：加藤浩
- 万平（どぶ辰一家仔分）：五十嵐義弘
- 稲妻の山次（流れ者）：鈴木金哉
- 伊三吉（流れ者）：蓑和田良太
- 芸者：西岡江里子
- お世以（勇蔵の妻）：京町一代
- お徳（十郎の母）：東竜子
- お粂（置屋「松尾」の遣り手）：八汐路佳子
- 芸者：上岡紀美子
- 五十松（流れ者）：秋山勝俊
- 電報配達夫：青木卓司
- 郵便局員（電報係）[5]：波多野博
- 合力：松田利夫、毛利清二
- 河合組仔分：池田謙治
- 南善一家仔分：壬生新太郎、疋田泰盛、藤長照夫
- 若い男：前川良三、山下義明
- 河合組仔分：有島淳平、北川俊夫

- 大宮益三（前田一家仔分・大宮組貸元）：天津敏
- 南善八郎（南善一家親分）：嵐寛寿郎
- 杉野辰五郎（どぶ辰一家親分）：遠藤辰雄
- 前田勇蔵（前田一家総長）：近衛十四郎
- 河合己之吉（どぶ辰一家仔分・河合組貸元）：鶴田浩二

## スタッフ
- 監督：マキノ雅弘
- 企画：俊藤浩滋、日下部五朗
- 原作：藤原審爾（「週刊大衆」連載・双葉社刊）
- 脚本：高田宏治
- 撮影：赤塚滋
- 照明：増田悦章
- 録音：渡部芳丈
- 美術：井川徳道
- 音楽：木下忠司
- 編集：堀池幸三
- 助監督：本田達男
- 擬斗：谷明憲
- 進行主任：西村哲勇
- スチール：木村武司（クレジットなし）

## 作品の評価
監督のマキノ雅弘は公開時のインタビューで、本作を以下のように自己評価している。
- 「“総長”は大正時代の香具師だけでヤクザ（の世界）にはないのよ。会社はそんなこと知らん顔だ。それにダメなヤツの“あわれ”がやくざ路線のいいところだが、主人公が優等生になってきたところもいかんね。女の前で平気でへをして『えへへ』ってのがいいんだ。まがいもの売ってんだ、悲しいねえ。同じやくざ映画を作り過ぎよ。東映は館主に弱いから、一つ当たると同じものばかりやる。それがあの会社の限界だあ。やくざ以外はパンパン映画（東映ポルノ）ばかり。岡田茂（東映企画本部長）は自分の息子（岡田裕介）を俳優にしながら東映には入れないだろう。やくざが悪いってこと、本人が知ってるからよ。いつも最後はドスを抜いて殴り込みだ。でもあれ健坊（高倉健）の力だね。あの子、本当に目が血走るもの。だから客席が『待ってました』だ。高橋英樹じゃそうはいかん。だって初めから誰も待ってないもん。邦画各社を歩くとどこも『絶対当たるやくざ映画をひとつ…』と言う。やっと世の中、平和になったら、映画のいらない時代になった。一年ほど休みたいよ。でも間に合わなくなると岡田がワシのところへ来るよ。『巨匠たのむ』ってえと『はいよ』ってことになるんだね、これが…[6]」

下番線（名画座の一種で、封切り公開終了後の1週から2週以上あとに上映する映画館）の新宿昭和館は立ち見も出る大ヒットとなった。